# Dennis Man
Dennis Man (Vladimirescu, 26 agosto 1998) è un calciatore rumeno, attaccante del PSV e della nazionale rumena.

## Caratteristiche tecniche
Esterno mancino in possesso di buone qualità tecniche, a cui abbina una notevole velocità in progressione; è in grado di giocare su entrambe le fasce, seppur prediliga accentrarsi partendo da destra in modo da poter rientrare con il sinistro.

## Carriera

### Club

#### UTA Arad e FCSB
Inizia la carriera professionistica in Romania con l'UTA Arad, club militante nella prima divisione rumena. Nella stagione 2015-2016 realizza 12 goal.
Trasferitosi al FCSB per 400.000 euro, segna il suo primo gol con la nuova maglia il 30 ottobre 2016, contro il Politehnica Iași. La stagione 2017-2018 è sempre su buoni livelli per Man, che mette a segno 12 gol e fornisce 8 assist. Segna la sua prima rete in una competizione europea il 26 luglio 2018, contro il Rudar Velenje. La sua squadra non riuscirà ad accedere ai gironi di Europa League poiché sarà eliminata dal Rapid Vienna nel turno successivo. Nel 2019-2020 vince il suo primo trofeo in carriera: la Coppa di Romania. Nella prima parte dell'annata 2020-2021 realizza 14 reti in 18 presenze in campionato.

#### Parma
Il 29 gennaio 2021 viene acquistato dal Parma per 15 milioni di euro, cifra che lo rende il calciatore più costoso nella storia del campionato rumeno. Debutta pochi giorni dopo, il 31 gennaio 2021, nella sconfitta esterna per 2-0 contro il Napoli. Il 3 aprile seguente, in occasione del pareggio in trasferta contro il Benevento, realizza il suo primo gol con i parmensi, oltre che in Serie A. Purtroppo l'avventura crociata non è particolarmente felice per il giocatore in quanto il Parma retrocede in Serie B con quattro giornate d'anticipo. Rimasto nella rosa della serie cadetta, segna il primo gol nella nuova categoria il 20 agosto 2021, in occasione del pareggio in casa del Frosinone per 2-2.
Con il Parma chiude la stagione al 12º posto mettendo a referto 26 presenze in campionato e 3 tre gol segnati. La stagione successiva rimane sempre in Serie B con il Parma arrivando 4º in campionato e arrivando in semifinale Play-off persi con il Cagliari. Nella stagione 2023-2024 guadagna la promozione in Serie A con il Parma vincendo il campionato cadetto, dove totalizza 32 presenze e andando in doppia cifra di gol.
Ritornato in Serie A per la stagione 2024-2025, Il 17 agosto, alla prima giornata di campionato, segna il gol del provvisorio vantaggio nella partita casalinga contro la Fiorentina, poi terminata sul risultato di 1-1. In virtù delle sue prestazioni, riceve il premio di miglior calciatore della Serie A per il mese di agosto, assegnato da AIC e Ultimo Uomo.

#### PSV Eindhoven
Il 12 agosto 2025, dopo 4 anni e mezzo in Italia, si trasferisce al PSV, in Eredivisie, per 8.5 milioni di euro + bonus. 

### Nazionale
Il 27 marzo 2018 esordisce in nazionale maggiore contro la Svezia in amichevole, subentrando a Stanciu al minuto 87. Il 10 giugno 2019 segna la sua prima rete nel successo per 4-0 in casa di Malta.
Convocato per il campionato europeo di calcio 2024 in Germania, gioca da titolare tutte le partite della competizione.

## Statistiche

### Presenze e reti nei club
Statistiche aggiornate al 3 maggio 2025.
| Stagione        | Squadra         | Campionato      | Campionato | Campionato | Coppe nazionali | Coppe nazionali | Coppe nazionali | Coppe continentali | Coppe continentali | Coppe continentali | Altre coppe | Altre coppe | Altre coppe | Totale | Totale |
| Stagione        | Squadra         | Comp            | Pres       | Reti       | Comp            | Pres            | Reti            | Comp               | Pres               | Reti               | Comp        | Pres        | Reti        | Pres   | Reti   |
| --------------- | --------------- | --------------- | ---------- | ---------- | --------------- | --------------- | --------------- | ------------------ | ------------------ | ------------------ | ----------- | ----------- | ----------- | ------ | ------ |
| 2015-2016       | UTA Arad        | L2              | 18+13      | 4+6        | CR              | 2               | 1               | -                  | -                  | -                  | -           | -           | -           | 33     | 11     |
| ago.-set. 2016  | UTA Arad        | L2              | 5          | 5          | CR              | -               | -               | -                  | -                  | -                  | -           | -           | -           | 5      | 5      |
| Totale UTA Arad | Totale UTA Arad | Totale UTA Arad | 23+13      | 9+6        |                 | 2               | 1               |                    | -                  | -                  |             | -           | -           | 38     | 16     |
| set. 2016-2017  | FCSB            | L1              | 5+1        | 1+0        | CR+CdL          | 1+2             | 0               | UEL                | 0                  | 0                  | -           | -           | -           | 9      | 1      |
| 2017-2018       | FCSB            | L1              | 24+10      | 8+2        | CR              | 3               | 2               | UCL+UEL            | 2+8                | 0                  | -           | -           | -           | 47     | 12     |
| 2018-2019       | FCSB            | L1              | 24+9       | 7+2        | CR              | 1               | 0               | UEL                | 5                  | 1                  | -           | -           | -           | 39     | 10     |
| 2019-2020       | FCSB            | L1              | 16+7       | 4+3        | CR              | 5               | 2               | UEL                | 3                  | 0                  | -           | -           | -           | 31     | 9      |
| 2020-gen. 2021  | FCSB            | L1              | 18         | 14         | CR              | -               | -               | UEL                | 2                  | 3                  | SR          | -           | -           | 20     | 17     |
| Totale FCSB     | Totale FCSB     | Totale FCSB     | 87+27      | 34+7       |                 | 12              | 4               |                    | 20                 | 4                  |             | 0           | 0           | 146    | 49     |
| gen.-giu. 2021  | Parma           | A               | 14         | 2          | CI              | -               | -               | -                  | -                  | -                  | -           | -           | -           | 14     | 2      |
| 2021-2022       | Parma           | B               | 26         | 3          | CI              | 1               | 0               | -                  | -                  | -                  | -           | -           | -           | 27     | 3      |
| 2022-2023       | Parma           | B               | 28+2       | 6+0        | CI              | 2               | 0               | -                  | -                  | -                  | -           | -           | -           | 32     | 6      |
| 2023-2024       | Parma           | B               | 32         | 11         | CI              | 3               | 2               | -                  | -                  | -                  | -           | -           | -           | 35     | 13     |
| 2024-2025       | Parma           | A               | 33         | 4          | CI              | 1               | 0               | -                  | -                  | -                  | -           | -           | -           | 34     | 4      |
| Totale Parma    | Totale Parma    | Totale Parma    | 133+2      | 26         |                 | 7               | 2               |                    | -                  | -                  |             | -           | -           | 142    | 28     |
| Totale carriera | Totale carriera | Totale carriera | 243+42     | 69+13      |                 | 21              | 7               |                    | 20                 | 4                  | -           | 0           | 0           | 326    | 93     |

### Cronologia presenze e reti in nazionale
| Cronologia completa delle presenze e delle reti in nazionale ― Romania | Cronologia completa delle presenze e delle reti in nazionale ― Romania | Cronologia completa delle presenze e delle reti in nazionale ― Romania | Cronologia completa delle presenze e delle reti in nazionale ― Romania | Cronologia completa delle presenze e delle reti in nazionale ― Romania | Cronologia completa delle presenze e delle reti in nazionale ― Romania | Cronologia completa delle presenze e delle reti in nazionale ― Romania | Cronologia completa delle presenze e delle reti in nazionale ― Romania |
| Data                                                                   | Città                                                                  | In casa                                                                | Risultato                                                              | Ospiti                                                                 | Competizione                                                           | Reti                                                                   | Note                                                                   |
| ---------------------------------------------------------------------- | ---------------------------------------------------------------------- | ---------------------------------------------------------------------- | ---------------------------------------------------------------------- | ---------------------------------------------------------------------- | ---------------------------------------------------------------------- | ---------------------------------------------------------------------- | ---------------------------------------------------------------------- |
| 27-3-2018                                                              | Craiova                                                                | Romania                                                                | 1 – 0                                                                  | Svezia                                                                 | Amichevole                                                             | -                                                                      | 87’                                                                    |
| 5-6-2018                                                               | Ploiești                                                               | Romania                                                                | 2 – 0                                                                  | Finlandia                                                              | Amichevole                                                             | -                                                                      | 64’                                                                    |
| 26-3-2019                                                              | Bucarest                                                               | Romania                                                                | 4 – 1                                                                  | Fær Øer                                                                | Qual. Euro 2020                                                        | -                                                                      | 78’                                                                    |
| 10-6-2019                                                              | Ta' Qali                                                               | Malta                                                                  | 0 – 4                                                                  | Romania                                                                | Qual. Euro 2020                                                        | 1                                                                      | 65’                                                                    |
| 11-11-2020                                                             | Ploiești                                                               | Romania                                                                | 5 – 3                                                                  | Bielorussia                                                            | Amichevole                                                             | -                                                                      | 57’                                                                    |
| 18-11-2020                                                             | Belfast                                                                | Irlanda del Nord                                                       | 1 – 1                                                                  | Romania                                                                | UEFA Nations League 2020-2021 - 1º turno                               | -                                                                      | 64’                                                                    |
| 25-3-2021                                                              | Bucarest                                                               | Romania                                                                | 3 – 2                                                                  | Macedonia del Nord                                                     | Qual. Mondiali 2022                                                    | -                                                                      | 76’                                                                    |
| 28-3-2021                                                              | Bucarest                                                               | Romania                                                                | 0 – 1                                                                  | Germania                                                               | Qual. Mondiali 2022                                                    | -                                                                      | 66’                                                                    |
| 31-3-2021                                                              | Erevan                                                                 | Armenia                                                                | 3 – 2                                                                  | Romania                                                                | Qual. Mondiali 2022                                                    | -                                                                      | 81’                                                                    |
| 2-9-2021                                                               | Reykjavík                                                              | Islanda                                                                | 0 – 2                                                                  | Romania                                                                | Qual. Mondiali 2022                                                    | 1                                                                      | 76’                                                                    |
| 5-9-2021                                                               | Bucarest                                                               | Romania                                                                | 2 – 0                                                                  | Liechtenstein                                                          | Qual. Mondiali 2022                                                    | -                                                                      | 63’                                                                    |
| 8-9-2021                                                               | Skopje                                                                 | Macedonia del Nord                                                     | 0 – 0                                                                  | Romania                                                                | Qual. Mondiali 2022                                                    | -                                                                      |                                                                        |
| 14-11-2021                                                             | Vaduz                                                                  | Liechtenstein                                                          | 0 – 2                                                                  | Romania                                                                | Qual. Mondiali 2022                                                    | 1                                                                      | 74’                                                                    |
| 29-3-2022                                                              | Netanya                                                                | Israele                                                                | 2 – 2                                                                  | Romania                                                                | Amichevole                                                             | 1                                                                      |                                                                        |
| 23-9-2022                                                              | Helsinki                                                               | Finlandia                                                              | 1 – 1                                                                  | Romania                                                                | UEFA Nations League 2022-2023 - 1º turno                               | -                                                                      | 66’                                                                    |
| 26-9-2022                                                              | Bucarest                                                               | Romania                                                                | 4 – 1                                                                  | Bosnia ed Erzegovina                                                   | UEFA Nations League 2022-2023 - 1º turno                               | 1                                                                      | 64’                                                                    |
| 25-3-2023                                                              | Andorra la Vella                                                       | Andorra                                                                | 0 – 2                                                                  | Romania                                                                | Qual. Euro 2024                                                        | 1                                                                      | 73’                                                                    |
| 28-3-2023                                                              | Bucarest                                                               | Romania                                                                | 2 – 1                                                                  | Bielorussia                                                            | Qual. Euro 2024                                                        | -                                                                      | 65’                                                                    |
| 16-6-2023                                                              | Pristina                                                               | Kosovo                                                                 | 0 – 0                                                                  | Romania                                                                | Qual. Euro 2024                                                        | -                                                                      | 61’                                                                    |
| 12-10-2023                                                             | Budapest                                                               | Bielorussia                                                            | 0 – 0                                                                  | Romania                                                                | Qual. Euro 2024                                                        | -                                                                      | 61’                                                                    |
| 22-3-2024                                                              | Bucarest                                                               | Romania                                                                | 1 – 1                                                                  | Irlanda del Nord                                                       | Amichevole                                                             | 1                                                                      | 75’                                                                    |
| 26-3-2024                                                              | Madrid                                                                 | Colombia                                                               | 3 – 2                                                                  | Romania                                                                | Amichevole                                                             | -                                                                      | 78’                                                                    |
| 4-6-2024                                                               | Bucarest                                                               | Romania                                                                | 0 – 0                                                                  | Bulgaria                                                               | Amichevole                                                             | -                                                                      |                                                                        |
| 7-6-2024                                                               | Bucarest                                                               | Romania                                                                | 0 – 0                                                                  | Liechtenstein                                                          | Amichevole                                                             | -                                                                      | 65’                                                                    |
| 17-6-2024                                                              | Monaco di Baviera                                                      | Romania                                                                | 3 – 0                                                                  | Ucraina                                                                | Euro 2024 - 1º turno                                                   | -                                                                      | 62’                                                                    |
| 22-6-2024                                                              | Colonia                                                                | Belgio                                                                 | 2 – 0                                                                  | Romania                                                                | Euro 2024 - 1º turno                                                   | -                                                                      |                                                                        |
| 26-6-2024                                                              | Francoforte sul Meno                                                   | Slovacchia                                                             | 1 – 1                                                                  | Romania                                                                | Euro 2024 - 1º turno                                                   | -                                                                      | 66’                                                                    |
| 2-7-2024                                                               | Monaco di Baviera                                                      | Romania                                                                | 0 – 3                                                                  | Paesi Bassi                                                            | Euro 2024 - Ottavi di finale                                           | -                                                                      |                                                                        |
| 6-9-2024                                                               | Pristina                                                               | Kosovo                                                                 | 0 – 3                                                                  | Romania                                                                | UEFA Nations League 2024-2025 - 1º turno                               | 1                                                                      | 78’                                                                    |
| 9-9-2024                                                               | Bucarest                                                               | Romania                                                                | 3 – 1                                                                  | Lituania                                                               | UEFA Nations League 2024-2025 - 1º turno                               | -                                                                      | 70’                                                                    |
| 12-10-2024                                                             | Larnaca                                                                | Cipro                                                                  | 0 – 3                                                                  | Romania                                                                | UEFA Nations League 2024-2025 - 1º turno                               | 1                                                                      | 45+6’ 72’                                                              |
| 15-10-2024                                                             | Kaunas                                                                 | Lituania                                                               | 1 – 2                                                                  | Romania                                                                | UEFA Nations League 2024-2025 - 1º turno                               | -                                                                      | 84’                                                                    |
| 15-11-2024                                                             | Bucarest                                                               | Romania                                                                | 3 – 0 tav                                                              | Kosovo                                                                 | UEFA Nations League 2024-2025 - 1º turno                               | -                                                                      | 58’ 64’                                                                |
| 21-3-2025                                                              | Bucarest                                                               | Romania                                                                | 0 – 1                                                                  | Bosnia ed Erzegovina                                                   | Qual. Mondiali 2026                                                    | -                                                                      | 80’                                                                    |
| 24-3-2025                                                              | Serravalle                                                             | San Marino                                                             | 1 – 5                                                                  | Romania                                                                | Qual. Mondiali 2026                                                    | -                                                                      |                                                                        |
| 7-6-2025                                                               | Vienna                                                                 | Austria                                                                | 2 – 1                                                                  | Romania                                                                | Qual. Mondiali 2026                                                    | -                                                                      | 78’                                                                    |
| 10-6-2025                                                              | Bucarest                                                               | Romania                                                                | 2 – 0                                                                  | Cipro                                                                  | Qual. Mondiali 2026                                                    | 1                                                                      | 82’                                                                    |
| Totale                                                                 |                                                                        | Presenze                                                               | 37                                                                     |                                                                        | Reti                                                                   | 10                                                                     |                                                                        |

## Palmarès

### Club
- Coppa di Romania: 1

FCSB: 2019-2020
- Campionato italiano di Serie B: 1

Parma: 2023-2024

### Individuale
- Calciatore romeno dell'anno: 2

2020, 2024